# アルフレッド・シュミット (天文学者)
アルフレッド・シュミット（Alfred Schmitt、1907年 - 1973年）はフランスの天文学者。
1930年代から1940年代はアルジェ天文台で活動し、1950年代はベルギー、ウックルのベルギー王立天文台で活動した。発見した小惑星は4個。アルジェ天文台活躍当時の同僚ルイ・ボワイエによって発見された小惑星 (1617) アルシュミット (Alschmitt) はシュミットにちなんで命名された。また、逆にシュミットの発見した(1215) Boyerはボワイエにちなんでいる。
アルジェ天文台活躍当時の同僚にして結婚の相手となったオデット・バンシロンも小惑星を発見し、 (1713) バンシロンと命名している。